# Sumter County, Alabama
Sumter County är ett administrativt område i delstaten Alabama, USA, med 13 763 invånare. Den administrativa huvudorten (county seat) är Livingston. 

## Geografi
Enligt United States Census Bureau har countyt en total area på 2 365 km². 2 343 km² av den arean är land och 22 km² är vatten.

### Angränsande countyn
- Pickens County - nord
- Greene County - nordöst
- Marengo County - sydöst
- Choctaw County - syd
- Lauderdale County, Mississippi - sydväst
- Kemper County, Mississippi - väst
- Noxubee County, Mississippi - nordväst

### Orter
- Bellamy
- Cuba
- Emelle
- Epes
- Gainesville
- Geiger
- Livingston (huvudort)
- Panola
- York